# Geogale aurita
Geogale aurita é uma espécie de mamífero da família Tenrecidae, endêmica de Madagascar. 